# Měcholupy (Praha)
Měcholupy (německy Miecholup) byly ves jihovýchodně od Prahy. První písemná zmínka o Měcholupech je z roku 1353. Pojmenování Měcholupy vzniklo zřejmě podle lupičů měchů, což byly cestovní vaky, do nichž se ukládaly peníze nebo zboží.
V roce 1867 byly Měcholupy rozděleny na Horní Měcholupy, Dolní Měcholupy a Petrovice. V roce 1968 byly všechny tři obce připojeny k Praze.